# Gomphurus modestus
Gomphurus modestus är en trollsländeart som först beskrevs av James George Needham 1942.  Gomphurus modestus ingår i släktet Gomphurus och familjen flodtrollsländor. Inga underarter finns listade i Catalogue of Life.